# Cantone di La Roche-sur-Yon-2
Il Cantone di La Roche-sur-Yon-2 è una divisione amministrativa dell'Arrondissement di La Roche-sur-Yon.
È stato istituito a seguito della riforma dei cantoni del 2014, che è entrata in vigore con le elezioni dipartimentali del 2015.

## Composizione
Comprende parte della città di La Roche-sur-Yon e, dopo la fusione avvenuta il 1º gennaio 2016 di Aubigny e Les Clouzeaux nel nuovo comune di Aubigny-les-Clouzeaux, i comuni di:
- Aubigny-les-Clouzeaux
- La Chaize-le-Vicomte
- Nesmy